# Netherland
Netherland é um romance de Joseph O'Neill publicado inicialmente em 2008. Trata a vida de um holandês que viveu em Nova York antes e após os ataques de 11 de setembro, que começou a jogar críquete tendo jogado no Staten Island Cricket Club, o primeiro campo de ténis nos Estados Unidos.

## Resumo do enredo
Netherland inicia-se com o protagonista Hans van den Broek, um analista financeiro holandês que vive em Londres com sua esposa inglesa Rachel, a recordar-se dos anos que passara em Nova York antes e logo após o 11 de setembro.
No início do romance, Hans prepara-se para retornar a Manhattan para o funeral do amigo Chuck Ramkissoon, que se torna uma figura central do romance. Chuck, um imigrante de Trindade e Tobago, guia Hans no funcionamento do The Staten Island Cricket Club, cuja maioria de membros também é oriunda das Índias Ocidentais ou do Sul da Ásia. Chuck é um idealista carismático, dirige vários negócios (às vezes ilegítimos) e faz planos ambiciosos e otimistícos para o futuro. Enquanto Hans é levado pelo ardor magnético de Chuck pelo sonho americano, Rachel regressa a Londres sob o pretexto de segurança para o seu filho e indignada ideologicamente com a obsessão americana pela opressão económica. Embora Rachel seja uma personagem marcadamente menos agradável do que Chuck, Hans acaba por, inevitavelmente, a seguir de regresso a Londres. Hans perde contato com seu amigo de Trinidad que redescobre, anos depois, simples cadáver, algemado e descartado no Canal Gowanus.

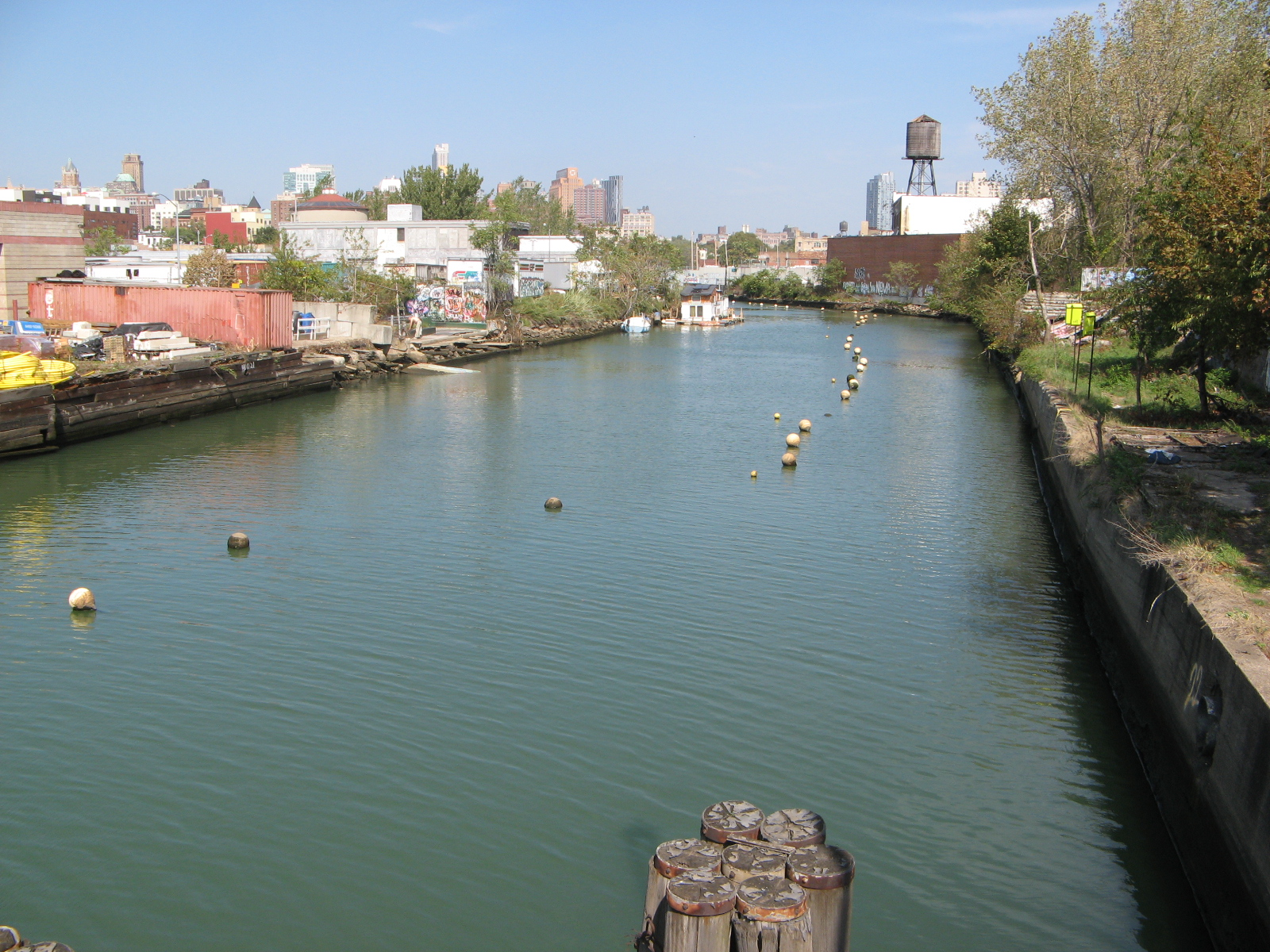
Canal Gowanus

## Publicação e resenhas
A escrita de Netherland ocupou O'Neill durante sete anos. Quando terminou, O'Neill teve grande dificuldade em encontrar um agente. O livro foi rejeitado por todas as grandes editoras americanas, até ser aceite pela Pantheon Books, uma divisão da Random House. O director Sonny Mehta era fã de críquete e, depois de ler Netherland, escreveu uma forte recomendação pessoal aos livreiros.
Netherland foi publicado em maio de 2008 e foi capa do New York Times Book Review, onde o editor sénior Dwight Garner o apelidou de "a obra de ficção mais espirituosa, mais zangada, mais exigente e mais desolada que já tivemos sobre a vida em Nova York e Londres após a queda do World Trade Center". Mais tarde naquele ano, o livro foi incluído na lista dos "10 melhores livros de 2008" da New York Times Book Review, escolhida pelos editores do jornal. 
James Wood, escrevendo no The New Yorker, considerou-o "um dos livros pós-coloniais mais notáveis que já li". Ele escreveu que tem sido "consistentemente mal interpretado como um romance sobre o 11 de setembro, o que limita o que há de mais notável nele: que é uma reescrita pós-colonial de The Great Gatsby." Numa entrevista com este autor publicada no final da edição de bolso da Harper Perennial, Joseph O'Neill observou: "Claramente Netherland tem algum tipo de relacionamento com O Grande Gatsby - talvez dizendo-lhe adeus e a algumas das noções associadas a esse livro maravilhoso."

## Prémios e indicações
Nas semanas que antecederam o anúncio do Prémio Man Booker de 2008, alguns especialistas de literatura mencionaram que Netherland era a favorito. No entanto, quando em 9 de setembro de 2008, foi anunciada a lista de candidatos ao Booker, o romance surpreendentemente pelo menos para alguns críticos do New York Times, não conseguiu entrar na lista. O livro também foi indicado para o Prémio Warwick de Escrita (2008/9) e entrou na longa lista desse prémio anunciada em novembro de 2008.
Netherland ganhou o Prémio PEN / Faulkner de Ficção de 2009, e o Prémio de Ficção Irlandês do Grupo Kerry de 2009.
Em 12 de abril de 2010, foi anunciado que Netherland era um dos 8 romances na lista final ao Prémio Literário Internacional de Dublin.

## Título
O título do trocadilho é intraduzível para o holandês, e a tradução holandesa leva o título Laagland ("Lowland") em vez do Nederland, mais literal, mas ambíguo.[carece de fontes?]